# Глазго (область)
Гла́зго (Місто Глазго, англ. City of Glasgow, шотл. гел. Mòr-bhaile Ghlaschu) — область в складі Шотландії. Розташована на заході країни. Адміністративний центр — Глазго.

## Найбільші міста
Міста з населенням понад 1 тисячу осіб:
| № | Місто     | Населення, осіб (2006) |
| - | --------- | ---------------------- |
| 1 | Глазго    | 577 980                |
| 2 | Карманнок | 1 060                  |